# Benoît Ndong Soumhet
Benoit Ndong Soumhet est un magistrat et homme politique camerounais. Il est ministre chargé de mission à la Présidence de la République du Cameroun depuis le 4 janvier 2019.

## Biographie

### Enfance, éducation et débuts
Benoit Ndong Soumhet est né au Cameroun. Il est originaire de Lékié. Ancien élève de cycle A, il est diplômé de l’École nationale d'administration et de magistrature (ENAM) en 1981

### Carrière
Il commence sa carrière professionnelle à la division des régies financières de l'ENAM jusqu’en 1981. Il occupe tour à tour certains postes dans l’administration du Cameroun et dans la politique d'où il est membre du Rassemblement Démocratique du Peuple Camerounais. De 2005 à 2012, il occupe le poste de directeur général de l’école d’administration et de la magistrature avant d'être nommé le 9 décembre 2011 au poste de secrétaire d’État auprès du ministre de l’Éducation de base, poste qu’il occupe jusqu’au 4 janvier 2018.
Il est promu dans le gouvernement du Cameroun comme ministre chargé de mission  à la présidence de la république du Cameroun le 4 janvier 2018. 

### Politique
Benoit Ndong Soumhet est un militant du RDPC et membre du comité central. Il a été conseiller du secrétaire du RDPC, maire de la commune d’Okola et responsable de la campagne du Président Paul Biya  au niveau de la diaspora lors des présidentielles de 2018.